# Gostenhof

Lage der Gemarkung 3425 Gostenhof in Nürnberg

Gostenhof ist ein Stadtteil der kreisfreien Stadt Nürnberg im bayerischen Regierungsbezirk Mittelfranken. Der innerstädtische Stadtteil grenzt südwestlich an die Altstadt Nürnbergs und gehört als Bezirk 04 zum Statistischen Stadtteil 0; zu Gostenhof im weiteren Sinne gehört auch der größte Teil des statistischen Bezirks 22 Bärenschanze und ein Teil des statistischen Bezirks Himpfelshof.
Der Logoname GoHo wurde zum Begriff für das ganze Viertel und lehnt sich an den Namen SoHo, den Stadtteil im New Yorker Bezirk Manhattan, an. So heißt z. B. der örtliche Weihnachtsmarkt GoHo-Ho-Ho.

## Geographie
Gostenhof liegt auf einer Höhe von 315 m ü. NHN.

### Ausdehnung des Stadtteils
Im Norden ist der Stadtteil mit Kleinweidenmühle baulich verwachsen, die Grenze zwischen beiden verläuft zwischen Bärenschanzstraße und Reutersbrunnenstraße. Im Osten trennt die Stadtmauer Gostenhof von der Altstadt. Die südliche Grenze geht über die A73 bis zur Witschelstraße/Fuggerstraße. Im Westen ist Gostenhof mit Eberhardshof verwachsen, die Maximilianstraße bildet dort die Grenze.

### Benachbarte Stadtteile
Der Stadtteil grenzt im Norden an den Stadtteil Kleinweidenmühle, im Osten an die Altstadt und Tafelhof, im Westen an Seeleinsbühl und im Süden an Sündersbühl und St. Leonhard.

### Gliederung des Stadtteils
Gostenhof umfasst neben dem alten Zentrum auch Teile des Bezirks Bärenschanze.

## Geschichte

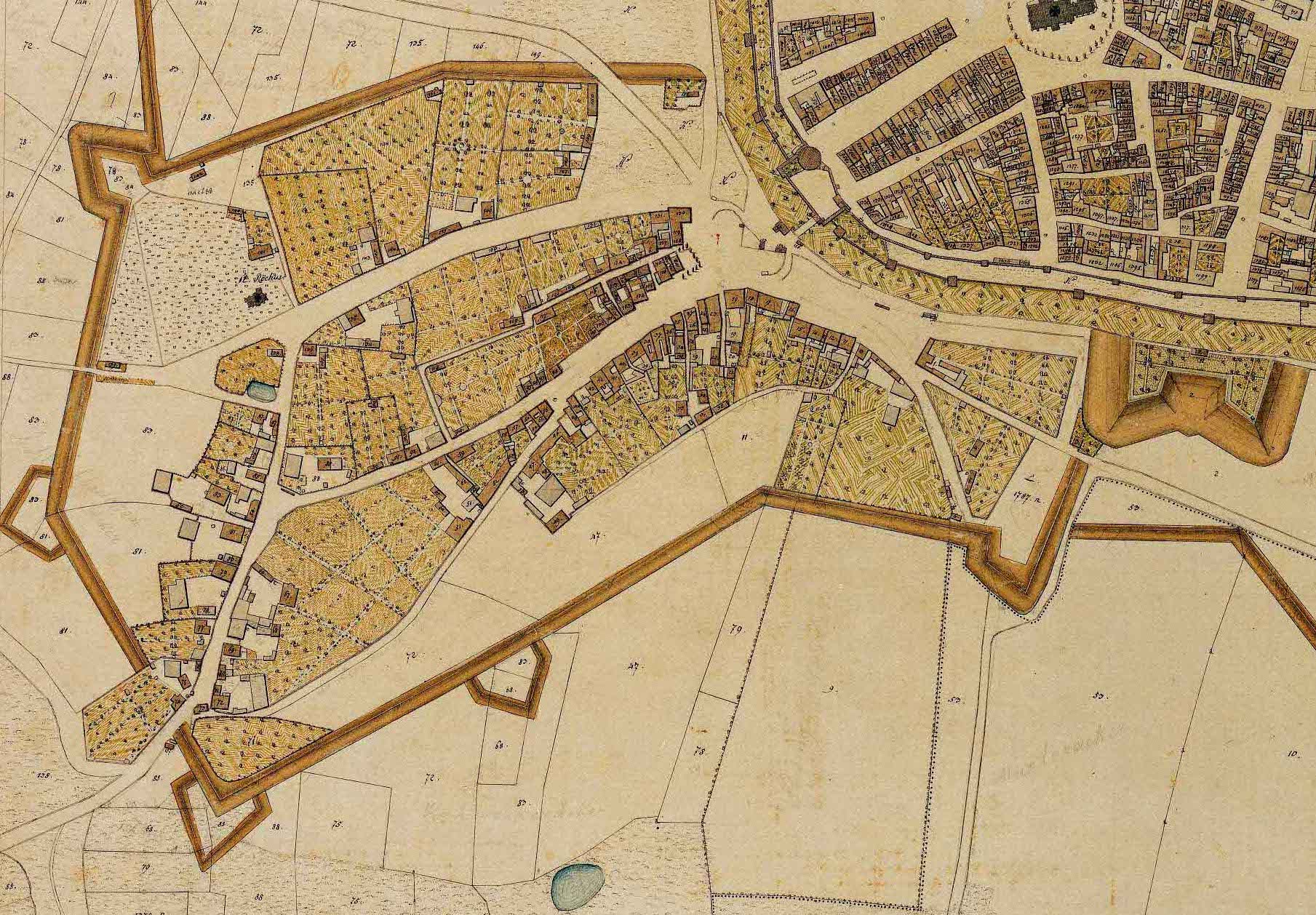
Gostenhof auf einem Katasterplan mit den um 1820 abgetragenen Schanzen, 1811

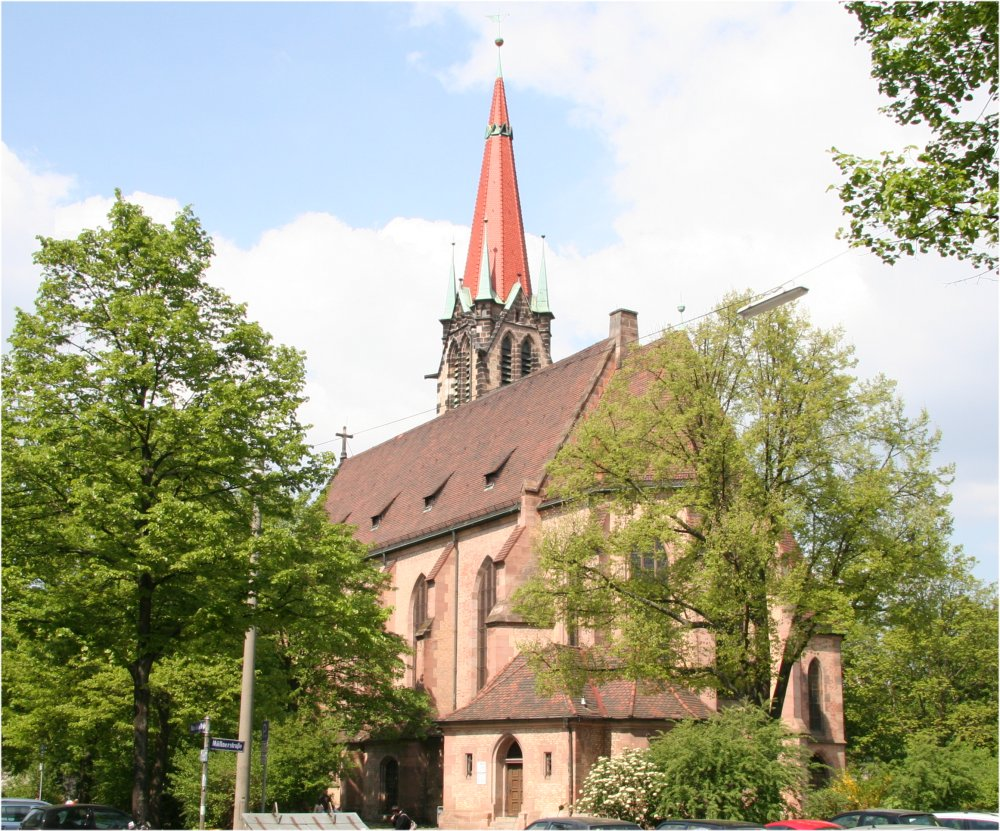
Dreieinigkeitskirche Gostenhof

Archäologische Ausgrabungen bei der Bärenschanzstraße brachten 3300 Jahre alte Spuren von bronzezeitlichem Ackerbau auf dem Gebiet Gostenhofs ans Tageslicht.
Erstmals urkundlich erwähnt wurde das kleine Straßendorf im Jahr 1311. Im Jahr 1342 wird der Ort von den Nürnberger Burggrafen und Brüdern Johann II. und Albrecht dem Schönen an den Conrad III. Waldstromer verkauft. 1477 erhielt das zwischenzeitlich an Nürnberg übergegangene Gostenhof ein reichsstädtisches Pflegamt. Während das Dorf im ersten und Zweiten Markgrafenkrieg niedergebrannt wurde, blieb es im Dreißigjährigen Krieg unzerstört, da der Ort nun innerhalb der, unter dem Schwedenkönig Gustav Adolf 1632 errichteten, äußeren Verteidigungslinie der Stadt lag. Neben dem, ab 1555 erbauten, reichsstädtischen Pflegschloss (Gostenhofer Hauptstraße 14, Schulgasse 9, 11), das um 1944 zerstört wurde, gab es noch das 1626 erbaute „Löffelholz-Schlösslein“ (Bauerngasse 17–27), das von 1657 bis 1800 der Patrizierfamilie Löffelholz von Kolberg gehörte und vor 1900 abgebrochen wurde.
Das zur gewerbereichen Nürnberger Vorstadt angewachsene Gostenhof wurde 1796 preußisch. 1806 gelangte es an Bayern. Bereits 1825 wurde Gostenhof nach Nürnberg eingemeindet.
Vom Ludwigsbahnhof in Gostenhof begann 1835 mit der Ludwigsbahn das Eisenbahnzeitalter in Deutschland. Das erste Gaswerk Nürnbergs wurde 1847 in Gostenhof errichtet. 1913 eröffnete an derselben Stelle das Volksbad.
Im 19. Jahrhundert entwickelte sich der ländlich geprägte Vorort zu einer Handels- und Geschäftsvorstadt mit dichter Besiedlung. Diese Entwicklung wurde besonders durch jüdische Hopfenhändler ausgelöst. 1910 lebte ein Drittel der jüdischen Bevölkerung Nürnbergs in diesem Ortsteil.
Im Zweiten Weltkrieg blieb Gostenhof weitgehend unzerstört. Infolge der wenig attraktiven alten Bausubstanz und seiner innerstädtischen Lage ohne Grünflächen entwickelte sich Gostenhof wie viele andere deutsche Innenstadtbezirke zu einem Stadtteil, der heute überwiegend von ärmeren und ausländischen Familien bewohnt wird. Die Bevölkerung Gostenhofs setzte sich 1997 aus Angehörigen von über 40 Nationen zusammen, im Gostenhofer Kerngebiet sowie in der Bärenschanze betrug der Ausländeranteil im Zeitraum von 2012 bis 2016 zwischen 40 und 46 %.
Gostenhof galt lange Zeit als Nürnberger Bronx oder Glasscherbenviertel (mundartlich: Glosschermverdel). Das kommt beispielhaft in einem Lied des Nürnberger Liedermachers und Ingenieurs Günter Stössel zum Ausdruck: Seine Adaption des Klassikers House of the rising sun lautet Dou schdäihd a Haus in Gost’nhuf. Dank umfangreicher Sanierungsarbeiten und der starken Expansion des dort ansässigen großen IT-Dienstleisters DATEV, hat sich das Image Gostenhofs jedoch inzwischen deutlich verbessert. Seit den 1980er Jahren hat sich der Stadtteil auch ein alternativ angehauchtes Image zugelegt, was sich in einer großen Anzahl von Kneipen, Initiativen und Künstlerwerkstätten sowie den regelmäßig stattfindenden Gostenhofer Werkstatt- und Ateliertagen GOHO niederschlägt.

### Einwohnerentwicklung
- 1824 01.506 Einwohner[SL 1]
- 1861 02.147 Einwohner[SL 1]
- 1900 04.703 Einwohner[SL 1]
- 2012 08.786 Einwohner[9]
- 2016 09.462 Einwohner[9]

## Kultur und Sehenswürdigkeiten

### Theater
Das Gostner Hoftheater wurde 1979 in einer umgebauten Spielzeugfabrik als Theater um die Ecke eröffnet. Bereits ein Jahrzehnt später konnte die ursprünglich als Werkstatttheater konzipierte Bühne eigene Produktionen mit professionellen Schauspielern und Regisseuren präsentieren. Inzwischen betreibt das Theater eine weitere Bühne und eine Kneipe und hat sich neben den Städtischen Bühnen als zweites wichtiges Theater in Nürnbergs Kultur etabliert.

### Bauwerke

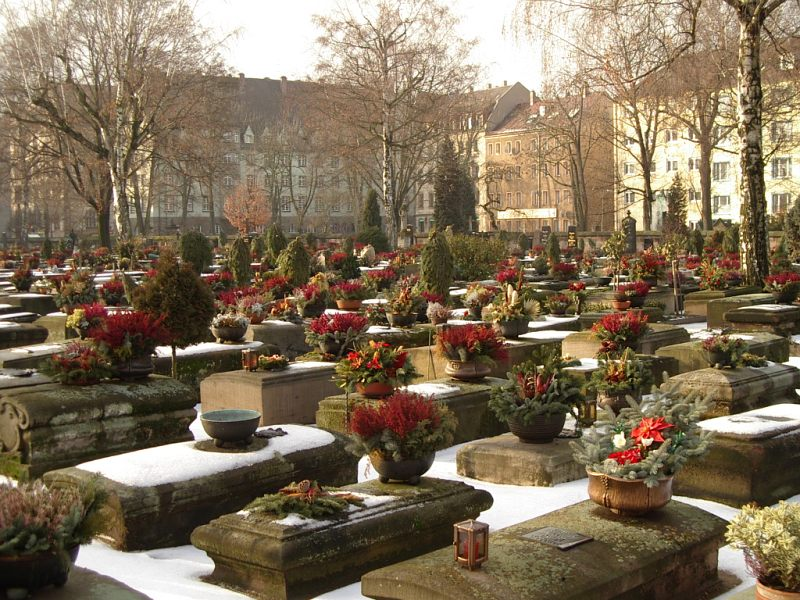
Rochusfriedhof, 2004

Nachbarschaftshaus Gostenhof

Der Rochusfriedhof wurde 1518 während der damaligen Pestepidemie aus hygienischen Gründen als neuer Begräbnisplatz außerhalb der Nürnberger Stadtmauern angelegt. Die ältesten Grabanlagen stammen noch aus der Gründungszeit. Viele bekannte Nürnberger Persönlichkeiten, unter anderem Johann Pachelbel, liegen dort begraben.
Der Justizpalast in der Fürther Straße wurde von 1908 bis 1916 nach Plänen Hugo von Höfls errichtet. Das im Stil der Deutschrenaissance erbaute Gebäude schloss unmittelbar an das sogenannte Zellengefängnis an. Hier fanden die als Nürnberger Prozesse bekannten Verhandlungen gegen führende Personen des Nationalsozialismus statt. Der Schwurgerichtssaal 600, Ort der Hauptverhandlung, kann im Rahmen eines Besuchs des im Jahre 2010 eröffneten Memoriums besichtigt werden.
Das zwischen 1951 und 1953 errichtete Plärrerhochhaus, eigentlich Geschäfts- und Werkstättengebäude der Städtischen Werke Nürnberg am Plärrer, war mit 56 m Höhe bei seiner Eröffnung das höchste Gebäude Bayerns. Ab dem 5. Geschoss verjüngt sich der 15-geschossige Bau um einen Zentimeter pro Stockwerk, um schlanker zu erscheinen. Das auskragende Flugdach bildet den markanten Abschluss des denkmalgeschützten Baus des Architekten Wilhelm Schlegtendal.
Das ebenfalls nach Plänen Wilhelm Schlegtendals 1961 erbaute Planetarium steht direkt neben dem Plärrerhochhaus. Besonders markant ist die Kuppel (18 m Durchmesser) des Projektionsraumes.
Direkt neben dem Planetarium, in der Rothenburger Straße 10, befindet sich das Volksbad Nürnberg. Die Planung realisierten der Architekt Carl Weber und der Ingenieur Friedrich Küfner. Das Bad wurde von 1911 bis 1913 errichtet. Es gilt als Juwel der Jugendstil-Badekultur. Die Baugestaltung zitiert römische Thermen, wie etwa der Säulenportikus am Eingang mit Stadtwappen. Derzeit steht das Volksbad leer. Verschiedene Gruppen und Vereine bemühen sich seitdem um eine Wiederbelebung.
Im westlichen Teil Gostenhofs steht an der Kreuzung Adam-Klein-Straße/Paumgartnerstraße die von 1908 bis 1910 von Dombaumeister Prof. Josef Schmitz in neoromanischem Stil errichtete Pfarrkirche St. Anton. Sehenswert ist eine in jüngerer Zeit in der Apsis angebrachte Darstellung Christus in der Mandorla von Wolfgang Duck.
Im Zentrum von Gostenhof stehen die von 1900 bis 1903 im Gründerzeitstil erbaute Dreieinigkeitskirche und das ehemalige Lehrlingswohnheim, in dem jetzt das Nachbarschaftshaus untergebracht ist.

### Regelmäßige Veranstaltungen
Einmal im Jahr findet in Gostenhof das Stadtteilfest statt, bei dem alle in Gostenhof aktiven Parteien, Vereine und Initiativen mitwirken. Des Weiteren findet jährlich am 1. Mai ein internationalistisches Straßenfest statt. Alle zwei Jahre findet u. a. in der Gostenhofer Hauptstraße ein Straßenfest statt.
Die Gostenhofer Atelier- und Werkstatttage (GOHO) sind als Biennale angelegt. Alle zwei Jahre öffnen Künstler ihre Arbeitsstätten für Besucher.
Darüber hinaus seit 2016 jährlich das Kneipen- und Kulturfestival Bierchen und Bühnchen statt, das sich über den gesamten Stadtteil erstreckt. In der Adventszeit findet außerdem täglich (mit Ausnahme von Montag) ein Weihnachtsmarkt unter dem Namen "GOHO HOHO Adventszauber" statt.

### Medien
Kulturschaffende und Geschäftsleute aus Gostenhof bringen ein eigenes Stadtteilmagazin „inGoHo“ heraus, das zwei Mal im Jahr erscheint.
Seit Anfang 2013 gibt es ein crossmediales Online-Stadtteilfernsehen „goho.tv“, das von Studenten der Technischen Hochschule Nürnberg Georg Simon Ohm gestaltet und von der Neue Welle Rundfunk-Verwaltungsgesellschaft betrieben wird.

## Wirtschaft und Infrastruktur

### Verkehr

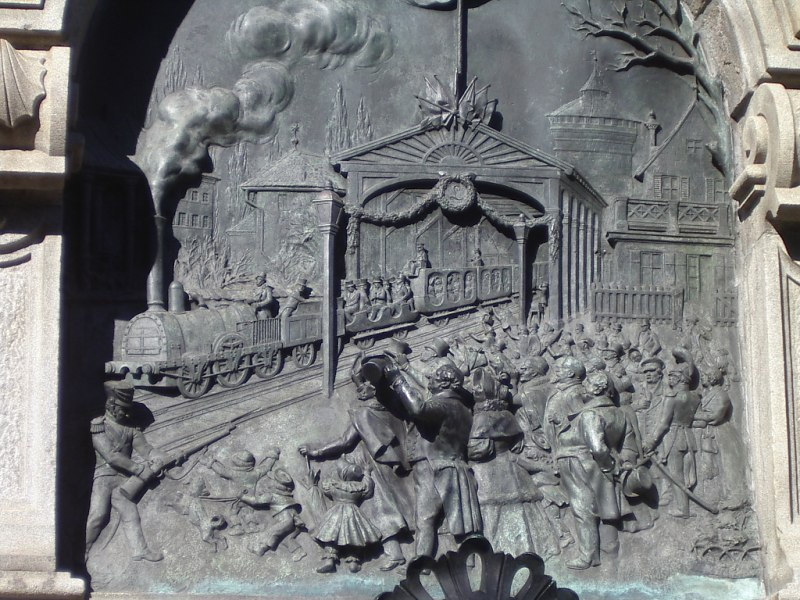
Bronzerelief der Eröffnung der Ludwigseisenbahn am Eisenbahnbrunnen von 1890 in der Fürther Straße, 2004

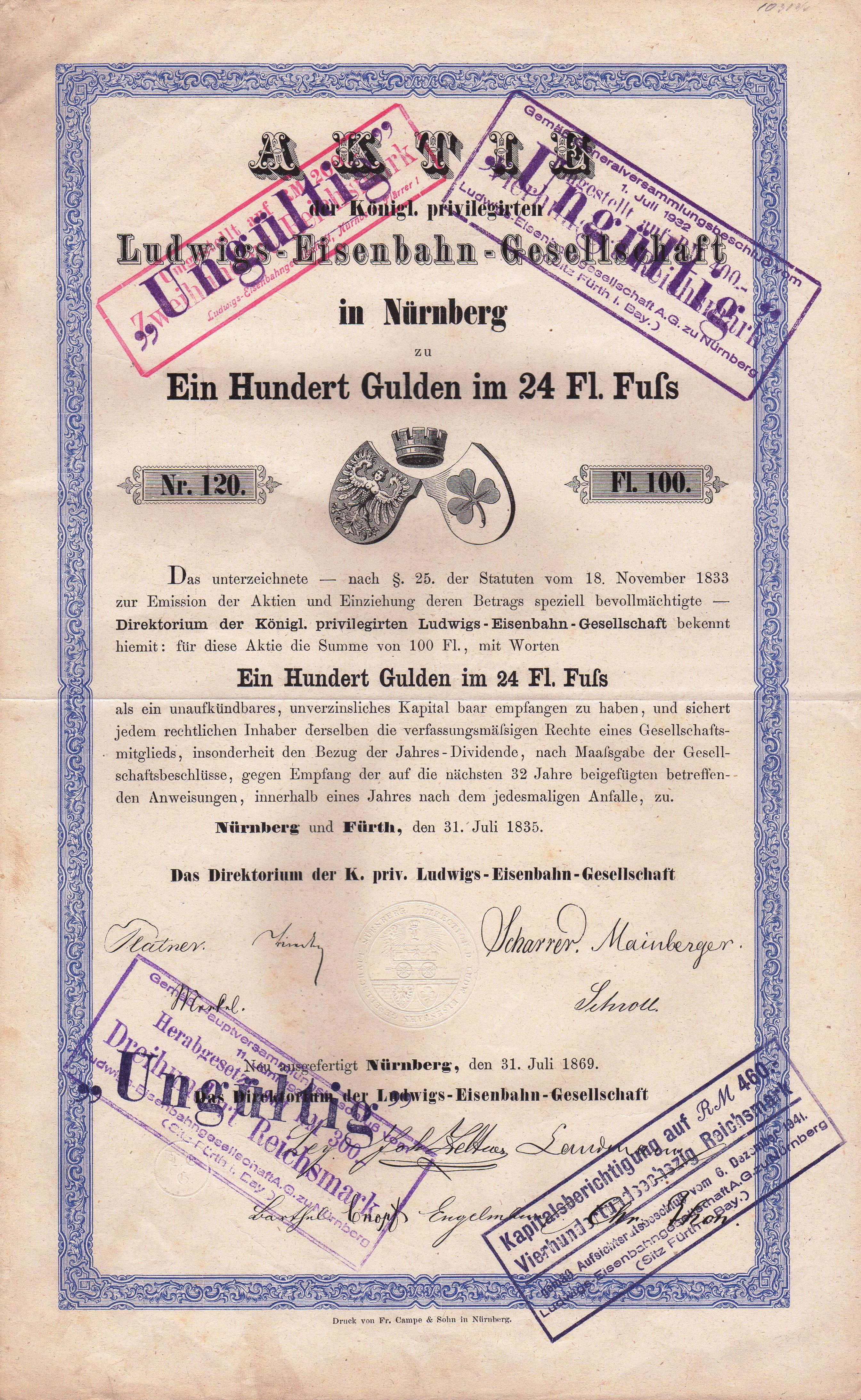
Aktie über 100 Gulden der königl. privilegierten Ludwigs-Eisenbahn-Gesellschaft vom 31. Juli 1869

Durch Gostenhof führen die Bundesautobahn 73 sowie die Bahnstrecke Nürnberg–Bamberg, an die Gostenhof mit dem S-Bahn-Haltepunkt Rothenburger Straße angeschlossen ist. Mit den U-Bahnhöfen Gostenhof und Bärenschanze ist Gostenhof an die U-Bahn-Linie U1 angeschlossen.
Der Plärrer an der nordöstlichen Grenze zu Gostenhof ist ein zentraler Verkehrsknotenpunkt Nürnbergs. Dort trifft der Ring um die Altstadt auf die wichtigste Straße nach Fürth, die Fürther Straße, sowie die Straßen nach Ansbach und Erlangen. Die drei Nürnberger U-Bahn-Linien U1, U2 und U3 kreuzen sich dort und bieten Anschlüsse an die Straßenbahnlinien 4 und 6 sowie die Stadtbuslinien 34 und 36. Der Plärrer steht synonym für die alltäglichen Verkehrsprobleme im Berufsverkehr.
Die Fürther Straße wurde vor der Eingliederung Nürnbergs nach Bayern, als Nürnberg eine (verarmte) freie Reichsstadt war und Gostenhof zu Preußen gehörte, als repräsentative Allee von den Preußen gebaut. Auf der Trasse fuhr 1835 die Ludwigseisenbahn. Gostenhof wurde lange Zeit durch die Straßenbahn geprägt, die früher bis nach Fürth fuhr und dabei den Stadtteil durchquerte. Diese Trasse ist mittlerweile durch eine U-Bahn ersetzt, die Straßenbahn fährt nur noch den Plärrer an.
Entlang der Straße sind viele Zeugnisse der Industrialisierung des 19. und 20. Jahrhunderts zu finden.

### Ansässige Unternehmen
- Deutsche Bahn AG
- Datev eG
- AEbt Angewandte Eisenbahntechnik GmbH (im Bezirk Bärenschanze)
- Die Heilsarmee – Sozialwerk Nürnberg gGmbH

### Behörden
- Finanzgericht
- Landesarbeits- und Arbeitsgericht
- Zentrum Bayern Familie und Soziales (ZBFS)

### Bildung
- Grund- und Teilhauptschule Knauerstraße
- Johann-Daniel-Preißler-Hauptschule
- Dürer-Gymnasium
- Berufsschule 2

## Persönlichkeiten
- Johann Christoph Volkamer (1644–1720), Schöpfer des Hesperidengartens
- Johann Paul Köffinger, Pseudonym Raimund Walther (1786–1845), Arzt und Schriftsteller
- Lorenz Rotermundt (1798–1845), Architekt und Bildhauer
- Johann Wolfgang Rößner (1841–1911), Bildhauer
- Justus Bier (1899–1990), Kunsthistoriker, Tilman-Riemenschneider-Experte, Kenner der Nürnberger Architektur, wurde in der Fürther Str. 10 geboren und wohnte dort zeitweilig (Gedenktafel); er musste als jüdischer Mitbürger 1937 emigrieren
- Ernst Schultz (* 1943), Gründer und Sänger der Krautrockgruppe Ihre Kinder.